# مسجد آقا لر
مسجد آقا لر مربوط به دوره قاجار است و در شیراز، خیابان بین الحرمین، بالاتر از مدرسه منصوریه واقع شده و این اثر در تاریخ ۲۳ بهمن ۱۳۸۰ با شمارهٔ ثبت ۴۷۲۶ به‌عنوان یکی از آثار ملی ایران به ثبت رسیده است. محراب ، ستون ها و حتی آجر کاری های این مسجد در نهایت سادگی بسیار چشم نواز هستند . از دیگر زیبایی های این مسجد میتوان به معماری و کاشی کاری های ورودی این مسجد اشاره کرد.